# 田豊
田 豊（でん ほう、? - 200年）は、中国後漢時代末期の政治家、武将。字は元皓。冀州鉅鹿郡の人とも、また勃海郡の人ともいわれる。

## 正史の事跡

### 初期の事跡
若いころから権謀術策に長じ、博学多才の人物として名を知られていた。最初は茂才に推挙され、侍御史に昇進した。宦官の専横などを見て朝廷に嫌気が差し、官職を辞して郷里に引き上げた。その後、審配と共に冀州牧韓馥に仕えたが、二人ともその剛直さから疎んじられた。
初平2年（191年）、袁紹は韓馥から冀州を奪うと、遜った言葉で田豊らを招き、田豊を冀州別駕に、審配を冀州治中に任じて重用した。田豊は袁紹の命令によって、元同僚の耿武・閔純を殺害した。
初平3年（192年）正月、袁紹は公孫瓚と界橋で戦い、麴義の活躍により公孫瓚軍を大破したが、勝報により油断していたところを敵騎兵に包囲され窮地に陥った。田豊は袁紹を物陰に隠そうとしたが、袁紹は兜を脱ぎ捨ててその場に踏み留まった。
曹操が献帝を許都に迎えると、田豊は許都を襲撃して献帝を奪取することを度々進言したが、袁紹には受け入れられなかった。
建安4年（199年）、袁紹は公孫瓚を攻め滅ぼしたが、これは田豊の策謀のおかげであった。その後、対曹操の戦略をめぐって、田豊は沮授と共に持久戦略を主張したが、袁紹は審配・郭図らが唱える短期決戦戦略を採用した。

### 官渡の戦いと最期
建安5年（200年）正月、曹操は于禁に袁紹戦の先陣を任せ、自らは徐州で反逆した劉備を攻撃した。田豊は徐州で劉備と戦っている曹操の背後を襲撃するよう進言したが、袁紹は息子の病気を理由に拒否した。田豊は杖で地面を叩いて悔しがり、それを聞いた袁紹は田豊を疎んじるようになった。
同年2月、許都へ進軍しようとした袁紹に対し、持久戦を主張して懸命に諫止したが、袁紹は軍の士気を損なったという理由で田豊を投獄した。田豊が従軍しないと知った曹操は、「袁紹はきっと敗北するぞ」と喜んだ。
同年10月、田豊が危ぶんだ通り、袁紹は官渡の戦いで曹操に大敗した。その後、袁紹は田豊が自分を笑い者にするだろうと猜疑し、これを殺害してしまった。なお『三国志』袁紹伝の注に引く『先賢行状』によると、田豊と犬猿の仲であった逢紀の讒言が原因であったとしている。

### 後世の評価
曹操は「もし袁紹が田豊の献策を用いておれば、予と袁紹の立場は全く逆のものとなっていたであろう」と語っている。また『三国志』魏書袁紹伝の注によると、歴史家の孫盛は「田豊・沮授の智謀は、張良・陳平に匹敵する」と賞賛している。
田豊は、袁紹に先見性のある進言を何度も行なったが、剛直な性格で歯に衣着せぬ厳しい発言をしたため、次第に袁紹に疎まれるようになった。この点については、曹操軍の荀彧が「剛情で上に逆らう」と指摘した通りである。また、『三国志』の注釈者である裴松之も「主君を誤ったがため、忠節を尽くして死ななければならなかった」と慨嘆している。

## 『三国志演義』の田豊
小説『三国志演義』における田豊の事績も、正史および裴松之注の記述に概ね従っており、暗君に仕えて悲劇的な最期を遂げた人物として描かれている。曹操との戦いの際には、史実通り袁紹を諫めて投獄される。果たして田豊が危惧したとおり、袁紹は官渡で曹操に大敗してしまう。袁紹が田豊の諫言を聞き入れなかったことを後悔していると、逢紀が「田豊は獄中で主公の敗北を笑っています」と讒言する。激怒した袁紹は使者に宝剣を持たせ、田豊の処刑を命じる。
獄中の田豊は、獄吏から敗戦を告げられ、「（あなたが言ったとおり）袁将軍は大敗して帰ってきますから、必ずあなたは重用されるでしょう」と喜ぶ獄吏に対し、田豊は「袁将軍はうわべは寛大に見えて内実は嫉妬深く、配下の忠誠を大切にしない。勝てば喜んで私を許してくれたかもしれないが、今敗戦してそれを羞じている以上、私は生きることは望めまい」と述べる。果たして袁紹からの使者が来て、田豊を斬首しようとする。自身の運命を悟った田豊は、涙を流して悲しむ獄吏の前で「主君を見抜くこともできずに仕えたことこそ無知というもの。今日死ぬとしても何を惜しむことがあろうか」と言って獄中で自害する。